# Novecento
|  | Per a altres significats, vegeu «Novecento (Baricco)». |

|  | Per a altres significats, vegeu «Novecento (moviment artístic)». |

 Novecento és una pel·lícula de Bernardo Bertolucci, estrenada el 1976. Aquesta pel·lícula ha estat doblada al català. A Catalunya, va ser estrenada el març de 1978 als cinemes Aquitània i Calderón de Barcelona.

## Argument
L'acció comença a finals de gener del 1901, quan un dels protagonistes anuncia la mort de Giuseppe Verdi (mort el 27 de gener de 1901) als crits de Verd, lé mort (en dialecte Emilià-romanyès). La pel·lícula explica les vides paral·leles de dos nois nascuts el mateix dia en una gran propietat rural de l'Emília-Romanya, a Itàlia al començament del Segle XX, l'un, Alfredo, és el fill del propietari, l'altre, Olmo, el fill d'un parcer. La història d'Itàlia desfila, la Primera Guerra Mundial, les reivindicacions socials, la pujada del feixisme, l'acció dels esquadristes i la guerra exacerben els destins. El relat acaba amb la caiguda dels feixistes.

## Al voltant de la pel·lícula
El projecte d'epopeia italiana donava voltes al cap de Bertolucci des de feia molt de temps. Gràcies a l'èxit del L'últim tango a París, aconsegueix trobar el pressupost de 9 milions de dòlars (enorme per a l'època) amb tres productors diferents.
Aquest pressupost va ser suficient, però, per reunir un càsting prestigiós (De Niro, Depardieu, Lancaster, Hayden) i reconstituir l'ambient d'Itàlia del començament del segle. El càsting imposarà que la pel·lícula es rodés en diverses llengües.
Al final en va sortir una pel·lícula de més de 5 hores.
En aquesta pel·lícula, Bertolucci comunica les seves pròpies conviccions d'esquerra a través de la història d'Itàlia de la primera meitat del segle i l'oposició entre els pagesos comunistes i els seus amos feixistes. Aquest missatge subjacent només s'enuncia clarament en l'epíleg, teatral, que trenca amb la línia realista de la resta de la pel·lícula adreçada directament a l'espectador.
S'ha de remarcar que la violència d'algunes escenes, així com la sexualitat explicita (sobretot de nens), han suposat una segona versió censurada així com prohibicions a certs països.

## Repartiment
- Paolo Pavesi: Alfredo, de nen
- Robert De Niro: Alfredo Berlinghieri
- Roberto Maccanti: Olmo, de nen
- Gérard Depardieu: Olmo Dalco
- Dominique Sanda: Ada
- Donald Sutherland: Attila
- Laura Betti: Regina
- Burt Lancaster: l'avi Berlinghieri
- Sterling Hayden: l'avi Dalco
- Stefania Sandrelli: Anita
- Werner Bruhns: Ottavio Berlinghieri
- Alida Valli: La veuve Pioppi

## Premis
- 1977: Premis Bodil a la millor pel·lícula europea
- 1978: Premi Sant Jordi a la millor interpretación en pel·lícula estrangera per Robert De Niro